# Saint-Geniès-Bellevue

Saint-Geniès-Bellevue este o comună în departamentul Haute-Garonne din sudul Franței. În 2009 avea o populație de 2.165 de locuitori.

## Evoluția populației
| An        | 1975  | 1982  | 1990  | 1999  | 2006  | 2009  |
| --------- | ----- | ----- | ----- | ----- | ----- | ----- |
| Populație | 1.192 | 1.452 | 1.529 | 1.781 | 2.156 | 2.165 |